# Шляхта королевства Галиции и Лодомерии и герцогства Буковина
Шляхта королевства Галиции и Лодомерии — дворянско-аристократическое сословие в Австрийской империи, перешедшее к империи Габсбургов после разделов Речи Посполитой и присоединения к Австрии земель Русского воеводства.
Местные магнаты и шляхтичи были обязаны подтвердить свои сословные права и привилегии в империи Габсбургов через процедуру легитимации — их права проверялись специальной «Магнатской комиссией» или подтверждались через суд. Итогом данной процедуры стал гербовник, который в 1857 году был издан во Львове под названием «Poczet szlachty galicyjskiéj i bukowińskiéj».

## Дворянство в Австрийской империи до присоединения Галиции
В Австрийской империи «титулованное дворянство» (нем. Betitelter Adel) с 1806 г. (то есть с распада Священной Римской империи) состояло из пяти ступеней и имело следующие титулы: 
- «Благородный» (нем. Edler) — низшая ступень — титулы «Edler von…»;
- «Имперский рыцарь» (нем. Reichsritter);
- «Барон» (нем. Freiherr);
- «Граф» (нем. Graf);
- «Князь» (нем. Fürst).

После Императорского указа от января 1757 г. (изменен 16 апреля 1811 г.) каждый офицер, который отслужил беспорочно 30 лет и принял участие как минимум в одной битве, мог ходатайствовать о возведении в дворянское достоинство. Без участия в военных походах срок обязательной службы составлял 40 лет. Офицер-дворянин стоял ближе всех к родовой аристократии.
Австрийской особенностью было «орденское дворянство», существовавшее с 1758 г. и связанное с пожалованием Военным орденом Марии Терезии. Впоследствии приобретение титулов Ritter и Freiherr также было распространено на кавалеров различных степеней орденов св. Стефана, Леопольда и Железной короны. Ноблированные принадлежали к так называемому «второму сословию» — они не относились ни к аристократии («первому сословию»), ни к «народу» в общепринятом смысле. Это были ноблированные офицеры, предприниматели, служащие, художники и люди прочих свободных профессий, которые оставались преимущественно простыми людьми по своему менталитету и социальному поведению, несмотря на ноблизацию. Австрийское второе сословие образовалось в XVIII веке, а начиная с середины XIX столетия в него частично вошла либеральная буржуазия.
После распада Священной Римской империи в 1806 г. Габсбурги, которые были Австрийскими императорами ещё с 1804 г., продолжали возводить во дворянство подданных до краха монархии в 1918 г. Некоторые дворяне даже зарабатывали себе право быть наследственными пэрами в Палате господ (Herrenhaus) имперского совета (Reichsrat) — парламента Австрийской империи.

## Шляхта королевства Галиции и Лодомерии и герцогства Буковина в составе Австрийской империи
Процесс подтверждения шляхетского достоинства на западно- и восточнославянских землях бывшей Речи Посполитой, что отошли к империи Габсбургов в 1772 году, был начат с самого начала вхождения данных земель в состав Священной Римской империи (с 1806 г. Австрийской империи), была создана «Магнатская комиссия», которая была составлена из самых известных магнатских родов края. Она рассматривала каждое дело о шляхетстве по существу, но в отличие от Российской империи, в случае отказа в признании шляхетских прав за каким-то родом этот род имел право обжаловать это решение в суде, и тогда суд принимал окончательное решение по данному вопросу.
Для подтверждения своего шляхетского достоинства претенденту на шляхетство в королевстве Галиции и Лодомерии необходимо было в суде привлечь в качестве свидетелей трёх других лиц, которые имели шляхетское достоинство и могли подтвердить данное достоинство у лица (лиц), которые его добивались. Поскольку документация (метрики о крещении, бракосочетании, смерти и другие) в католических и греко-католических храмах украинских земель Речи Посполитой была организована на тогдашнем европейском уровне, то данная процедура не составляла особого труда для большинства шляхетских родов, и практически все они её прошли без особых затрат. Практически все шляхетские роды подтвердили своё шляхетское достоинство, хотя и были исключения, когда из-за утери метрикальных документов у определенной категории обедневшей (ходочковой шляхты) возникали проблемы по подтверждению своего статуса.
На 1778 год, по «Иосифинской метрике» (первый земельный кадастр Галиции) в Галиции проживало около 2,6 миллионов человек, количество шляхты составляло 19 тысяч родов, с членами семей до 100 тысяч человек (около 3 % от всего населения Галичины).
В 1857 году был издан шляхетский гербовник, в который были внесены все те представители шляхетских родов, что смогли подтвердить свой статус. Также стоит отметить, что в империи Габсбургов некоторые роды поддались искушению и фактически купили себе высшие титулы — графов, или баронов, которыми они не обладали в предыдущее время.
Религиозная принадлежность аристократии, точно так же, как этническая, не имела особого значения — австрийский дворянин (нем. — österreichischer Adel) мог принадлежать к любой из религий, признанной в пределах габсбургской империи: римо-католической в Австрии, Венгрии и Польше, протестантской в Богемии (Чехии) и Трансильвании, греко-католической и православной в Галиции и Трансильвании. «Право веротерпимости» (нем. Toleranzpatent) было установлено декретом императора Священной Римской империи Иосифа II в 1781 году. Этот декрет уравнял в правах украинскую или, выражаясь языком того времени — греко-католическую шляхту с польской — католической (православных, протестантов и греко-католиков с католиками). Украинские шляхтичи и священники обрели равные права и возможности с шляхтой других христианских конфессий.. В 1907 году в Самборе 57 выходцами из шляхетских семей было основано "Общество русской шляхты в Галичине" (организация «Товариство руської шляхти».), в 1938 году преобразованное в товарищество «Украинской шляхты им. Петра Конашевича-Сагайдачного» (укр. Української шляхти ім. Петра Конашевича-Сагайдачного).

## Околичная шляхта Червоной Руси
Одной из особенности Галиции, как и других земель Западной Руси, входивших в состав Речи Посполитой, наличие большого количества околичной шляхты. Несмотря на имевший место процесс полонизации в XV—XX вв, большая часть данного сословия сохранила греко-католическую веру и язык. Однако, несмотря на происхождение и значительное количество, в отличие от польской шляхты, она в силу разных причин так и не стала основой для национального возрождения, где её заменили выходцы из греко-католических священнических семей (которые, однако, в большинстве также имели шляхетское происхождение).
Большинство из них проживали в сёлах большими общинами, и хотя имея некоторые особенности, быт в целом был схож с крестьянами. Многие поселения при этом были разделены на рустикальную (крестьянскую) и шляхетскую части.
Среди потомков червонорусских шляхетских родов до первой половины XX века не было однозначной национальной политической однородности. Большинство из принимавших участие в национальных культурно-просветительских организациях края принадлежали изначально к галицко-русскому движению, однако с ростом национального движения к XX постепенно переходят на украинофильские позиции.
Из-за такого значительного количества украинской шляхты в сельских местностях в XIX в. часто имели место случаи обрусения потомков польской шляхты и их переход из римо-католичества в греко-католичество. Данный факт в Межвоенной Польше послужил аргументом для утверждения, что вся околичная шляхта Восточной Галиции является польской по происхождению, впоследствии утратившей язык и сменившей веру из-за нехватки костёлов и действий греко-католических священников. По данным организаторов, из 800 тыс. выходцев из околичной шляхты во всей Межвоенной Польше на 1930-е годы 300 тыс. проживали на Прикарпатье. Из них только 20% были римо-католического исповедания, притом половина из них была украиноязычной. Поэтому одним из действий польского правительства в рамках полонизации было создание "Общества околичной шляхты" (пол. Związek Szlachty Zagrodowej), ставящее целью просвещение, издание литературы (в т. ч. на украинском языке, из-за общего слабого владения польским языком среди рядовых членов данного общества) и другие методы для реполонизации околичной шляхты. Из-за незначительного периода работы данного общества особого успеха добиться оно не успело. Тем не менее, во время обмена населением имел место случай выезда околичной шляхты села Бачина в Западные регионы Польши..

## См.также
- Шляхта (сословие)